# Andelsrörelsen i Finland
Andelsrörelsen i Finland är ett samlingsnamn på de kooperativa verksamheterna i Finland. Rörelsen startade kring sekelskiftet 1900. Andelsrörelsen är dels uppbyggd av de konsumentkooperativa organisationerna, dels av producentkooperativ, och dels av så kallade centralandelslag, alltså orts- och lokalbaserade ekonomiska föreningar.
Andelslag är den i Finland använda beteckningen på det som i Sverige kallas ekonomisk förening. Ofta ingår i beteckningen ett orts- eller bynamn (exempelvis "X-ort Centralandelslag") eftersom många mindre orter i Finland har en gemensam ekonomisk förening, för att hantera gemensamma ekonomiska spörsmål.
Andelsbanker, alltså medlemsägda kooperativa banker (sv: medlemsbank) är betydligt vanligare i Finland än i Sverige. En mycket stor del av de mindre orterna på landsbygden har någon form av andelsbank/medlemsbank.
Andelsrörelsen i Finland är den största kooperativa organisationen i världen, sett till de kooperativa verksamheternas andel av BNP.
Arbetsandelslag är den finlandssvenska beteckningen på det som i Sverige kallas sociala kooperativ eller arbetskooperativ.

## Andelsrörelser i Finland
Exempel på andelsrörelser i Finland: 
- Andelsbanken
- Andelsbanken för Åland
- Centrallaget Enigheten
- HOK-Elanto
- Milka
- Pirkanmaan osuuskauppa
- Sjundeå Handelslag
- Tradeka
- Turun osuuskauppa
- Varuboden-Osla